# Möbiusbånd
Et Möbiusbånd (eller Möbius' flade) er et objekt som består af kun én flade og kun én kant. Fænomenet blev opdaget af den tyske matematiker August Ferdinand Möbius (1790-1868). Fladen har mange specielle egenskaber.
Hvis man lægger et snit langs kanten, får man ikke to adskilte flader, men en flade med to drejninger på (men ikke en Möbius-flade). Skærer man denne flade i to, får man to flader som går gennem hinanden. Hvis man lægger et snit i den oprindelige Möbius flade, eksakt 2/3 fra kanten, får man to objekter. Et objekt som er en smallere udgave af den oprindelige Möbius-flade, og en lang flade identisk med den af første udskæring (to snoninger – men tyndere).